# Strokenbouw

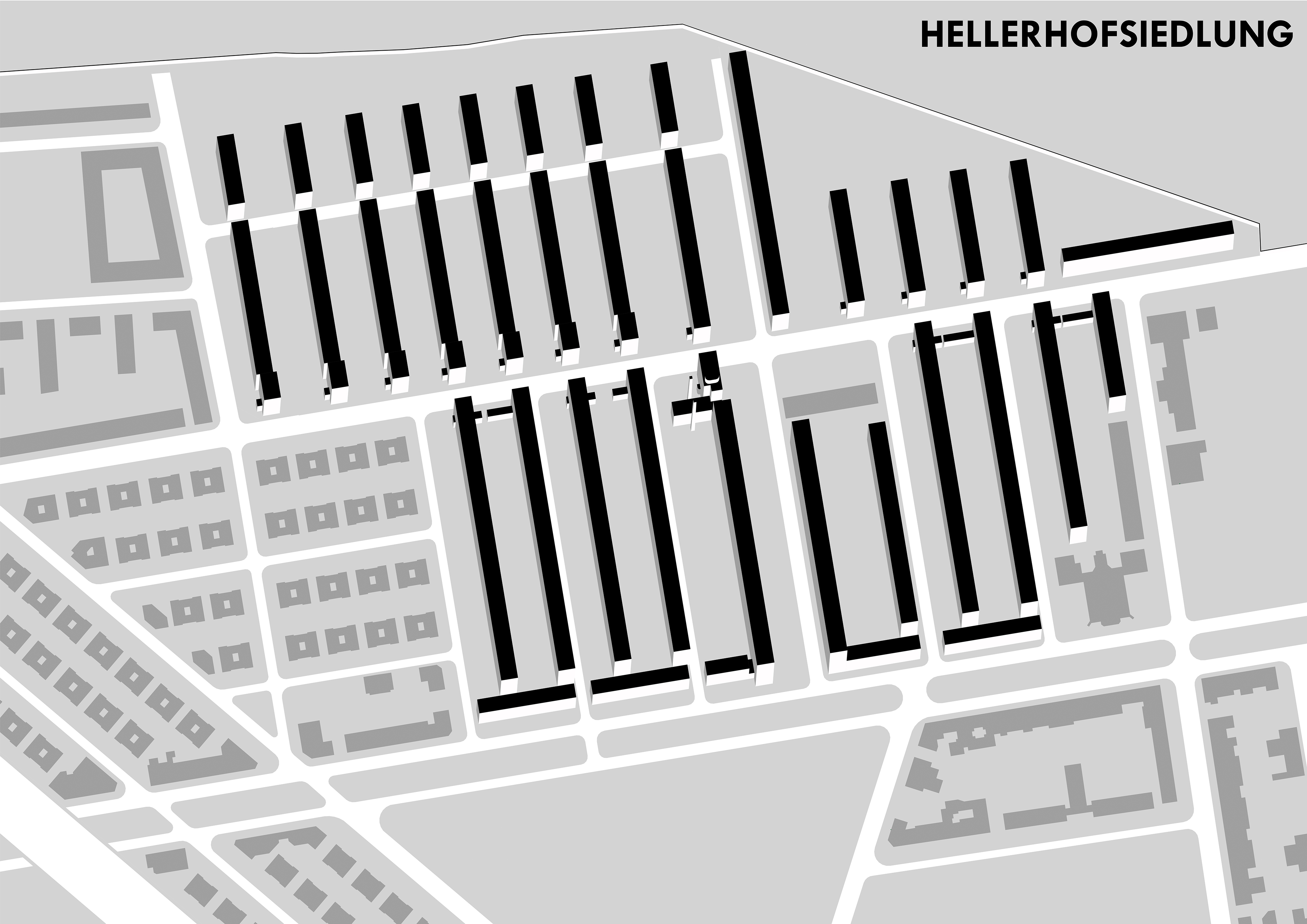
De Hellerhofsiedlung in Frankfurt am Main: "Blockbildung durch Zeilen".

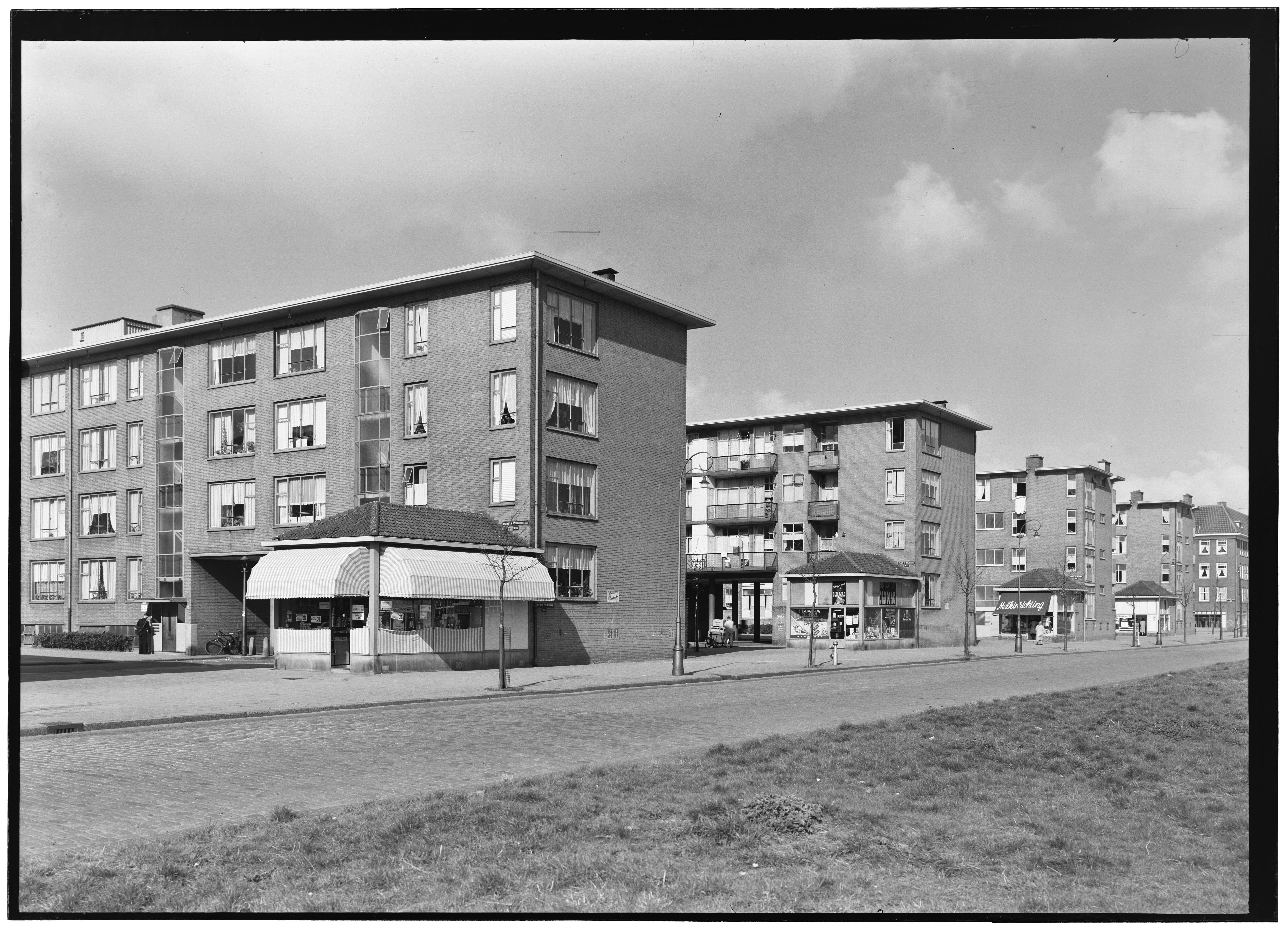
Strokenbouw uit 1937 in Landlust langs de Willem de Zwijgerlaan, bij Charlotte de Bourbonstraat; 1953.

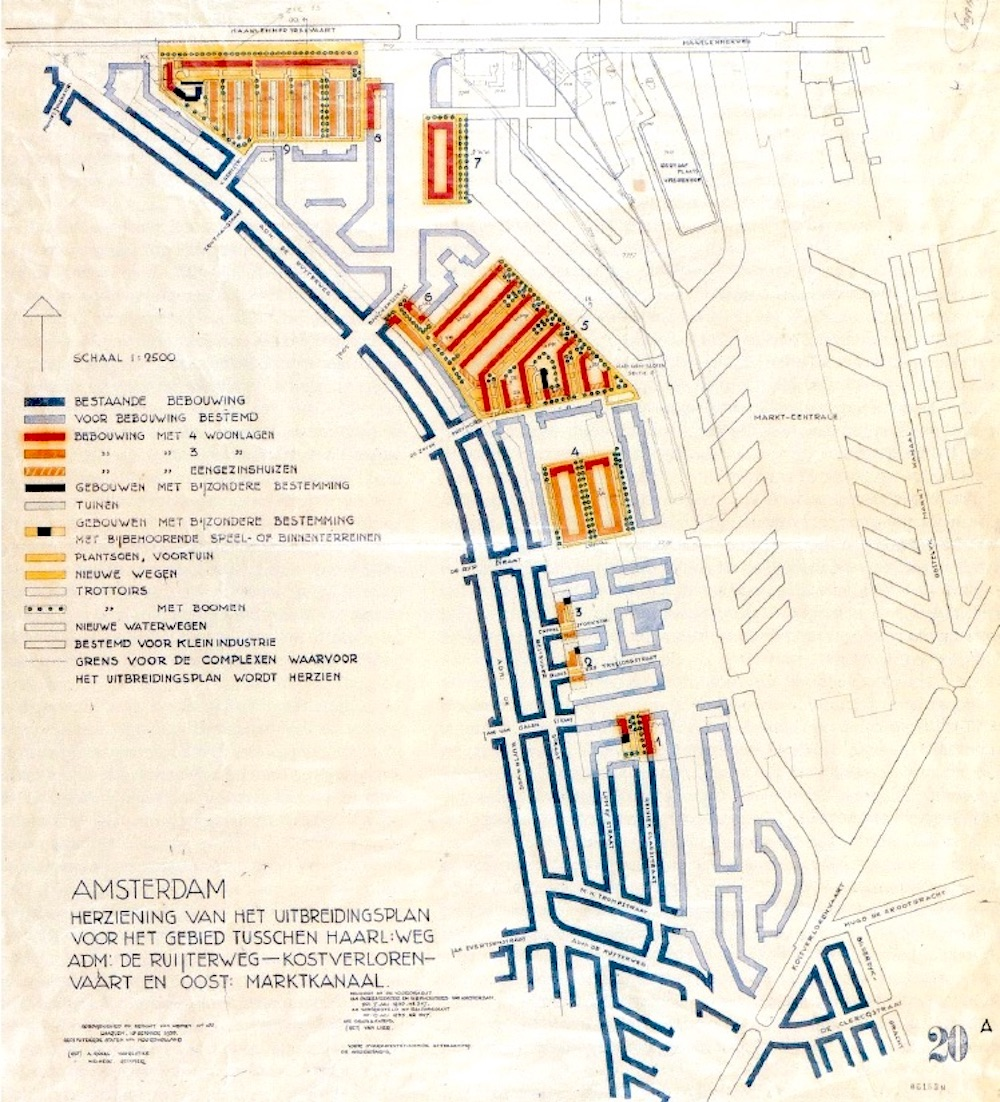
Plan Landlust 1933 na wijziging, met toevoeging van strokenbouw.

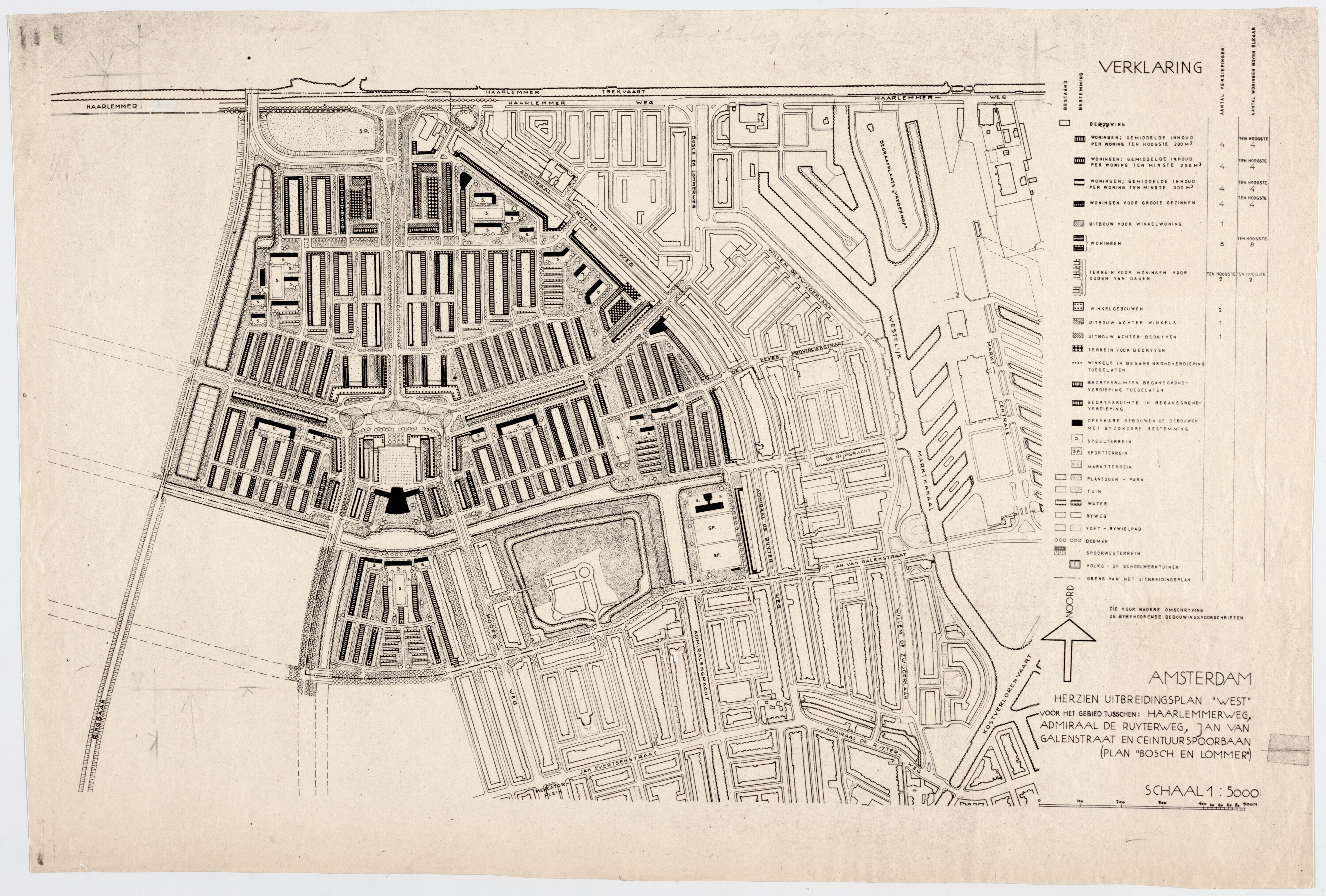
Kaart van het herziene uitbreidingsplan Bos en Lommer (Landlust) waarin voor het eerst op grote schaal strokenbouw is toegepast. De kaart heeft betrekking op het gebied tussen Haarlemmerweg, Admiraal de Ruijterweg, Jan van Galenstraat en de Ceintuurspoorbaan (Ringspoorbaan); 1936.

Strokenbouw is een stedenbouwkundig verkavelingprincipe, waarbij de bebouwing in parallelle rijen worden geordend.

## Frankfurt
Deze stedenbouwkundige typologie werd vanaf de jaren twintig in Duitsland toegepast voor woningbouwprojecten. Ernst May, die als stedenbouwkundige voor de stad Frankfurt werkte, geldt als de pionier van de strokenbouw. Door de simpelheid van het verkavelingsprincipe werd strokenbouw al snel een van de principes van het Duitse nieuwe bouwen. Vooral voor sociale woningbouw werd de strokenbouw populair.

## Strokenbouw in Amsterdam
Een van de eerste Nederlandse woningbouwprojecten in strokenbouw is de Amsterdamse wijk Landlust uit 1933. Gedurende de wederopbouwperiode werden meerdere wijken in strokenbouw neergezet. In de jaren vijftig werd ook de stempelbouw ontwikkeld, een regelmatig verkavelingsprincipe dat geen strokenbouw is. De stedenbouwkundigen Cornelis van Eesteren en Ko Mulder hebben binnen het Algemeen Uitbreidingsplan (AUP) een belangrijke rol gespeeld in de ontwikkeling van strokenbouw en andere stedenbouwkundige structuren.

## Voordelen
Een voordeel van strokenbouw is dat alle woningen dezelfde oriëntatie hebben, waardoor theoretisch voor een hele wijk slechts één woningtype ontworpen hoefde te worden. Bij gebruik van passieve zonne-energie betekent dit dat alle woningen even optimaal ten opzichte van de zon kunnen worden gerealiseerd. In het geval van woningen die gebruikmaken van actieve zonne-energie kunnen de zonnecollectoren en/of pv-panelen, die een vaste oriëntatie ten opzichte van de zon dienen te hebben, bij alle woningen op eenzelfde wijze in de architectuur worden geïntegreerd.